# Daboh
Daboh är en ort i Indien.   Den ligger i distriktet Bhind och delstaten Madhya Pradesh, i den centrala delen av landet, 300 km sydost om huvudstaden New Delhi. Daboh ligger 165 meter över havet och antalet invånare är 18 298.
Terrängen runt Daboh är mycket platt. Runt Daboh är det tätbefolkat, med 286 invånare per kvadratkilometer. Närmaste större samhälle är Samthar, 17,9 km söder om Daboh. Trakten runt Daboh består till största delen av jordbruksmark.